# MasterChef Paraguay
MasterChef Paraguay es un programa de televisión gastronómico paraguayo que busca al mejor cocinero amateur del país. El formato está basado en un espacio de televisión británico de cocina con el mismo título y emitido por la cadena de televisión BBC desde 1990. Es emitido por Telefuturo y presentado por Paola Maltese, acompañada de los chefs Rodolfo Angenscheidt, Eugenia Aquino y José Torrijos.
La primera temporada se estrenó el 3 de abril de 2018. La ganadora fue María Liz Ocampos. La segunda temporada se estrenó el 14 de agosto de 2018. La ganadora fue Nancy Talavera. La tercera temporada se estrenó el 1 de abril de 2019. El ganador fue Joaquín Alcorta.
La primera temporada de profesionales se estrenó el 9 de septiembre de 2019. El ganador fue Julián Endara. En el 2020, el programa no pudo renovarse debido a la pandemia de COVID-19 que afectó los próximos años. La cuarta temporada comenzó a emitirse el 7 de agosto de 2023. La ganadora fue María Marta «Martita» Villalba.
La temporada Celebrity cambia de canal y se estrenará el 19 de mayo del 2025 por el SNT con la conducción de Mercedes Almada.
La actriz y presentadora Paola Maltese no conducirá la temporada Celebrity debido a su agenda ocupada, ya que se estaría preparando para volver a la actuación 
La razón del cambio se da principalmente por la agenda de Paola, quien se prepara para regresar a la actuación en televisión, de la mano de HEi Films y Telefuturo

## Formato
Los chefs amateurs son inicialmente seleccionados a través de audiciones, seleccionando un total de dos cientos competidores para el inicio de la competición televisada. Después de la ronda preliminar, los competidores tienen la oportunidad de preparar un plato de asignatura para el trío de jurados.
Los participantes reciben una cantidad limitada de tiempo para preparar el plato y, enseguida, son dados cinco minutos delante de los tres jueces para completar el cocimiento y montaje del plato, durante el cual los jurados preguntan sobre sus antecedentes.
Los 3 jurados saborean el plato y votan «sí» o «no» para mantener al participante en la competencia; 2 votos «sí» son necesarios para el competidor seguir y recibir un delantal MasterChef, mientras aquellos que no lo consiguen dejan la competencia.
Dos rondas son usadas para cortar el número de competidores para 18. Un tipo de desafío es que los chefs amateurs realicen una tarea de rutina, como cortar «cebollas en cubos», durante el cual los jurados observan la técnica.
Los jurados pueden avanzar un competidor para la próxima ronda o eliminarlos en cualquier momento durante el desafío, tomando su delantal. Un segundo tipo de desafío es hacer que los competidores preparen un plato en torno de un ingrediente básico o un tema, con los jurados avanzando o eliminando los jugadores con base en el gusto de sus platos.
En la tercera temporada, los semi-finalistas compitieron en duelos de dos o tres personas, en donde debían cocinar un plato con una consigna específica; el ganador recibía un delantal. Luego hubo un repechaje para seleccionar al último participante.
Posteriormente, la competencia formal comienza normalmente siguiendo un ciclo de 2 pruebas que acontece a lo largo de un episodio de 90 minutos, con un competidor eliminado después de la segundo prueba. Normalmente las pruebas son: Desafío de la Caja Misteriosa, Desafío de Equipo, Desafío de Eliminación y Test de Presión.
Este ciclo continúa hasta que apenas dos chefs amateurs permanecen, entonces, los jurados seleccionan al ganador de MasterChef.

## Pruebas
Las pruebas a las que tendrán que hacer frente los participantes son:
- Caja misteriosa: Los concursantes recibirán uno o más ingredientes que deben utilizar en el plato a cocinar de alguna forma, bien a su estilo, o bien siguiendo las indicaciones o consejos que haya dado el jurado. Una vez terminado el tiempo los jueces deliberan y los dos mejores platos serán los capitanes de la siguiente prueba. El mejor aspirante será recompensado de alguna forma, generalmente con la inmunidad, asegurándose su permanencia en el concurso una semana más, o se le dará una ventaja en la siguiente prueba.
- Prueba en equipos: Este desafío se lleva a cabo fuera del set de grabación, se divide a los concursantes en dos equipos, azul y rojo, y se les da un menú para elaborar. Después de completar con todos los platos, los comensales eligen el equipo que elaboró los mejores platos; el equipo perdedor debe competir en la prueba de eliminación.
- Prueba de eliminación: El equipo o los concursantes que mejor lo hayan hecho en la prueba anterior estarán exentos de esta prueba y observarán desde el balcón a los compañeros que aún no se han salvado. Los concursantes perdedores deberán cocinar la receta que indique el jurado. El jurado deliberará y el dueño del peor plato abandonará el programa definitivamente.
- Prueba de presión: Los concursantes deben poner a prueba sus conocimientos y habilidades. El mejor aspirante será recompensado de alguna forma, generalmente con la inmunidad, asegurándose su permanencia en el concurso una semana más, o se le dará una ventaja en la siguiente prueba.

Cabe indicar que los concursantes tienen un tiempo determinado para realizar todas las pruebas, en el que deben cocinar el menú y tenerlo emplatado, y una vez finalizado no podrán modificar los platos. Los aspirantes tienen 3 minutos para abastecerse de los ingredientes que puedan necesitar para cocinar del supermercado en las pruebas de interior.

## Premios
El ganador del programa ganará Gs 50 millones, un curso completo de Gastronomía y Alta Cocina de tres años en el Instituto Gastronómico de las Américas (IGA), y el trofeo de MasterChef.

## Resumen
Edición Amateurs
| Temp. | Año  | Ganador(a)           | Segundo lugar    | Presentadora  | Jurados              | Jurados        | Jurados       |
| ----- | ---- | -------------------- | ---------------- | ------------- | -------------------- | -------------- | ------------- |
| 1     | 2018 | María Liz Ocampos    | Diego Brítez     | Paola Maltese | Rodolfo Angenscheidt | Eugenia Aquino | José Torrijos |
| 2     | 2018 | Nancy Talavera       | Verónica Pereira | Paola Maltese | Rodolfo Angenscheidt | Eugenia Aquino | José Torrijos |
| 3     | 2019 | Joaquín Alcorta      | Fernando Fabio   | Paola Maltese | Nicolás «Colaso» Bo  | Eugenia Aquino | José Torrijos |
| 4     | 2023 | María Marta Villalba | Shosiana Plesnar | Paola Maltese | Rodolfo Angenscheidt | Eugenia Aquino | José Torrijos |

Edición Profesionales
| Temp. | Año  | Ganador(a)    | Segundo lugar | Presentadora  | Jurados             | Jurados        | Jurados       |
| ----- | ---- | ------------- | ------------- | ------------- | ------------------- | -------------- | ------------- |
| 1     | 2019 | Julián Endara | Rodrigo León  | Paola Maltese | Nicolás «Colaso» Bo | Eugenia Aquino | José Torrijos |

Edición Celebrity
| Temp. | Año  | Ganador(a) | Segundo lugar | Presentadora    | Jurados           | Jurados        | Jurados       |
| ----- | ---- | ---------- | ------------- | --------------- | ----------------- | -------------- | ------------- |
| 1     | 2025 |            |               | Mercedes Almada | Federico Scappini | Eugenia Aquino | José Torrijos |

## Temporadas
Hasta la 4.ª temporada de amateurs, MasterChef contó con 78 participantes oficiales. Entre ellos, 29 viven en la capital Asunción, 30 en el departamento Central y 19 en el interior del país. Doce extranjeros participaron en el programa: cuatro argentinos, tres brasileños, un español, una boliviana, un escocés, un italiano y un venezolano.
Hasta la 1.ª temporada de profesionales, MasterChef Profesionales contó con 18 participantes oficiales. Entre ellos, 9 viven en la capital Asunción, 7 en el departamento Central y 2 en el interior del país. Dos extranjeros participaron en el programa: un colombiano y una peruana.
| Edición                             | Estreno                 | Final                   | Ganador(a)           | 2.º Lugar        | Otros participantes en orden de eliminación | Total de participantes | N.º de episodios |
| ----------------------------------- | ----------------------- | ----------------------- | -------------------- | ---------------- | --- | ---------------------- | ---------------- |
| MasterChef Paraguay 1               | 3 de abril de 2018      | 7 de agosto de 2018     | María Liz Ocampos    | Diego Brítez     | Renato González • Evelin Giménez • Mercedes Pitta • Fabián Santander • Erika Sganzella • Toribia Saucedo • Isaac Espinosa • Herminia Núñez • Tania Casañas • Arcenio Ortega • Adriana Navratil • Mauricio Machado • Luis Rojas • Alan Paiva • Joseph Hsu • Isabel Krause | 18                     | 20               |
| MasterChef Paraguay 2               | 14 de agosto de 2018    | 18 de diciembre de 2018 | Nancy Talavera       | Verónica Pereira | Javier Manera • Aldana Damelio • Nora Sánchez • Ingrid Armoa • Ulises León • Rolando Raúl Núñez • Joaquín Alcorta • Juan Marcelo Torres • Karen Chiri • Armando Riveros • Diego Paredes • Francisca "Kiki" Jara • Sara Cheblis • Jorgelina Salgado • Tatiana Renna • Fernando Ramírez | 18                     | 20               |
| MasterChef Paraguay 3               | 1 de abril de 2019      | 19 de agosto de 2019    | Joaquín Alcorta      | Fernando Fabio   | Víctor Sacco • Ruth González • Rita Benítez • Carlos Pereira • Cecilia Paredes • Ruth Ubrán • César Ocampos • Laura Chamorro • Perla Orué • Demian Matos • Armando Costa • Ross Collins • Andrea Vera • Walter Galeano • Marta Martínez • Juliana Sosa • Noelia Leguizamón • Ricardo Aranda • Isaías Ledesma                                                                                       | 21                     | 22               |
| MasterChef Paraguay Profesionales 1 | 9 de septiembre de 2019 | 23 de diciembre de 2019 | Julián Endara        | Rodrigo León     | Juan Ávila • Pablo Mármol • Eduardo Caballero • Karina Ruiz Díaz • Alexander Cardozo • Gabriel "Negro" Riveros • Leticia Duarte • Osvaldo Villalba • Regina Cabañas • Sergio Vera • Pedro "Peta" Rüger • Lizzi Piñánez • Walter Ferreira • Carolina Ronquillo • Juan Ángel Villamayor • Waldino Riveros                                                                                            | 18                     | 16               |
| MasterChef Paraguay 4               | 7 de agosto de 2023     | 19 de diciembre de 2023 | María Marta Villalba | Shosiana Plesnar | Yong Sing Choi • Fabrizzio Valdez • Marcela Verena Peña • Carlos Rolón • Rubén Cardus • Claudia Romero • Juan Duarte • Leonardo Zarza • Javier "Pipe" Ramírez • Paolo Di Caterina • Caroline Elizabeth Sosa • Víctor Hugo Maldonado • Luz Urunaga • Dominga Natalia Delgadillo • Gabriel Colmán • Lucas "Lucata" Ortellado • Víctor Reyes • Leila Jazmín Encina • Sofía Bramante • Santiago Canuto | 22                     | 40               |
| MasterChef Paraguay Celebrity 1     | 19 de mayo de 2025      | -                       |                      |                  | Eliminados: Ariel Delgadillo • Belén Bogado • Natalia Sosa Jovellanos Compitiendo: Lourdes García • Miguel "Peque" Benítez • Leryn Franco • Albert Benítez • Yenny Ortega • Jaime Zacher • Jessica Torres • Bruno Sosa • Karina Grau • Gustavo Cabaña • Camila Flecha • Mariano López • Fátima Román • Ramón Silva • Epifanio González                                                             | 18                     |                  |

Notas
1. 1 2 3 4 5 6  Participante eliminado que regresó a la competencia a través del repechaje.
2. 1 2 3 4  Participante que renunció a la competencia.